# 拉默爾德
拉默爾德是伊朗的城市，位於該國南部札格羅斯山脈東南部，由法爾斯省負責管轄，距離首府設拉子約255公里，海拔高度443米，2006年人口21,365。

## 外部連結
- Airports